# Муки Депонија
Муки Депонија, правим именом Марко Јоковић (Ћићевац, 11. октобар 1986) српски је самостални стваралац, фронтмен и једини члан бенда Депонија.

## Каријера
Пројекат Депонија Јоковић је започео 2007. године, за који сам пише текстове и музику, док на наступима пева преко матрица. Истакао се својом поезијом, духовитим текстовима и саркастичном критиком савремених друштвених норми. У његовим песмама често се помиње алкохол, који се истиче као универзално решење свих нагомиланих проблема модерног друштва, попут беспарице, стресова, незапослености, диктатуре... Његови наступи обилују музичко-сценским ефектима, алкохолом, добром атмосфером и кооперативношћу са публиком.
Остварио је сарадњу са великим бројем панк бендова у Србији и региону. Заједнички пројекти са члановима осталих бендова јесу Сношај бенд који поред Мукија чине и чланови Жуте минуте, Багре и Дртина, као и бенд Јорговани који чине четири Марка, из Депоније, Б. О. Л.-а/Биртије, и по два из Жуте минуте. Поред тога Депонија је често виђен гост на концертима хрватске панк-фолк велнес групе Бркови.

## Дискографија
Бенд депонија издао је следеће албуме:
- Кич и шунд нас 'лебом 'ране (2007)
- Радио Мутаген (2008)
- Прва тура заборава нема (2009)
- Кол'ко пара, тол'ко музике (2010)
- Мала, скидај гаће! (2010)
- Бешика из дед (2011)
- Понос (сингл - 2011)
- Синдром прве чаше (2012)